# Geodis Park
Le Geodis Park (ou Nashville SC Stadium pendant sa phase de construction) est un stade de soccer situé dans le Nashville Fairgrounds (en) à Nashville, dans le Tennessee. Il est inauguré le 1er mai 2022.

## Histoire

### Projet de construction
En décembre 2016, la ville de Nashville est identifiée comme l’un des dix candidats potentiels à l’expansion de la Major League Soccer,, l'Assemblée législative du Tennessee propose ainsi un projet de loi pour aider à financer un nouveau stade de soccer à Nashville le 17 décembre 2016,.
La mairesse Megan Barry suggère, fin janvier 2017, la possibilité de construire un nouveau stade sur un terrain appartenant à la ville sur la propriété du Nashville Fairgrounds (en). Elle espère également finaliser une proposition de financement pour un nouveau stade d’ici la fin du mois de juin. Puis, le Metro (en) explore deux emplacements potentiels sur la propriété du Nashville Fairgrounds fin mai 2017. Dans le cadre d’un plan de financement dévoilé le 2 octobre 2017, Metro prévoit de louer ― pendant 99 ans ― quatre hectares aux propriétaires du Nashville SC. Le terrain serait utilisé pour un développement à usage mixte (en),. Le développement est dirigé par MarketStreet Enterprises, propriétaire minoritaire de la franchise MLS.
Le 6 novembre 2017, le comité clé du conseil métropolitain vote à une large majorité ― dix voix pour et trois voix contre ― pour recommander l’approbation du financement obligataire nécessaire pour le projet de 275 millions de dollars. Le lendemain, le conseil métropolitain approuve le financement de 275 millions de dollars pour le projet du nouveau stade. Le conseil vote par trente-et-une voix pour, six voix contre et deux abstentions, pour signer un plan visant à émettre 225 millions de dollars d’obligations de revenus pour le projet de stade,,. Dans le cadre du plan de financement de la mairesse Megan Barry, le groupe dirigé par l’homme d’affaires John Ingram (en) ― propriétaire majoritaire du Nashville Soccer Club ― paierait vingt-cinq millions de dollars à l’avance et neuf millions de dollars par an sur trente ans pour aider à retirer la dette annuelle de treize millions de dollars de Metro pour l’émission d’obligations de 225 dollars,,. Le stade proposé comptera environ 27 500 places, sera achevé pour 2021. La ligue attribue la franchise d'expansion au Nashville SC le 20 décembre.
Début septembre 2018, les propriétaires du Nashville SC finalisent un accord sur les avantages communautaires avec l’organisation Stand Up Nashville, puis le projet de stade obtient l’approbation finale du conseil métropolitain. En février 2019, il est annoncé que sa construction est retardée et son budget est augmenté. Le constructeur d’origine, Ely Concrete Construction, abandonne le projet et est remplacé par TRC Construction Services. The Tennessean rapporte en août 2019 que la construction devait coûter « entre 325 et 345 millions de dollars », soit « entre 50 et 70 millions de dollars de plus que les estimations initiales », le dépassement serait couvert par le milliardaire Ingram (en) et d’autres investisseurs, et non par les contribuables. La capacité du stade est augmentée à 30 000 spectateurs, s’agissant ainsi du plus grand stade construit pour le soccer aux États-Unis.
Le stade devait être inauguré en 2021,,,, cependant, la franchise annonce qu'elle fera ses débuts dans son nouveau stade en 2022.

### Opposition au projet
En novembre 2017, le Metro Nashville (en) est poursuivi en justice par un groupe appelé Save Our Fairgrounds au motif que la construction pourrait perturber les activités de la Tennessee State Fair (en), du marché aux puces et du Fairgrounds Speedway (en). La poursuite est rejetée par la chancelière Ellen Hobbs Lyle en décembre 2017, mais annulée par le juge d'appel J. Steven Stafford en juillet 2019. En octobre 2020, la juge Ellen Hobbs Lyle rejette une nouvelle poursuite de Save Our Fairgrounds, visant à arrêter la construction du stade,.
En janvier 2019, une deuxième action en justice est intentée par la Tennessee State Fair Association (TSFA), présidée par le membre républicain du Congrès John Rose, contre le Metro Nashville. Selon The Tennessean, la poursuite soutient que la construction du stade ne laisse pas suffisamment d’espace et de structures pour la foire de l’État, ce qui est une utilisation protégée dans la charte de Metro Nashville. Puis, en février, la TSFA retire sa propre action en justice visant à bloquer la construction, décidant plutôt de négocier un accord avec la ville en dehors du tribunal.

### Travaux
Le 13 février 2020, les ententes sur le stade sont modifiées afin de permettre le début de la construction sur le site. Cet accord modifié conclu par le nouveau maire de Nashville, John Cooper (en), et le propriétaire principal de la franchise, John Ingram (en), stipule que l’équipe finance 100% des coûts de construction du stade sur le site du Nashville Fairgrounds (en),. Le groupe d'Ingram accepte d’assumer un montant croissant de coûts, notamment en payant dix-neuf millions de dollars supplémentaires pour les coûts d’infrastructure et trente-cinq millions de dollars pour les paiements de location,.
En plus des accords monétaires susmentionnés de l’accord, la franchise et la ville parviennent finalement à un accord sur la parcelle de terrain intitulée « 8C ». La parcelle 8C, d'une superficie d’environ un hectare, est située entre le site du futur stade et le Fairgrounds Speedway (en). Cette parcelle de terrain est ce qui a empêché la conclusion d’une entente avant le 13 février 2020,. En fin de compte, l’entente conclue entre la ville et la franchise le 13 février stipule que le terrain serait transformé en une place ouverte à usage mixte qui laisse de l’espace pour les futures activités, utilisations du Fairgrounds et du Speedway,.
Le Nashville SC Stadium est conçu par Populous,. Une coentreprise de Mortenson et Messer Construction est choisie comme entrepreneur général pour le projet de stade,,. La démolition commence le 16 mars 2020,. Le 7 avril, Ian Ayre (en) publie une lettre ouverte aux fans indiquant que la démolition sur le site « progresse régulièrement et en temps opportun ». Il déclare également que le stade doit être achevé pour la mi-mai 2022,.
La démolition des bâtiments existants sur le site est terminée et la construction commence le 22 juillet 2020. Le 29 janvier 2021, la franchise organise un événement historique ― l'installation de la première poutre en acier ― alors que le club commence l’installation de la structure en acier du stade,,,. Deux écrans géant — Daktronics (en) — seront installés dans le nouveau stade,. Les sièges commencent à être installés le 13 août 2021.
Le directeur général du Nashville SC, Ian Ayre, déclare le 22 novembre 2021 que la construction du stade doit se terminer un mois plus tôt que prévu, soit en avril 2022,. Puis, le Nashville SC a effectué sa première séance d’entraînement ouvert aux détenteurs de billets de saison au Geodis Park le 12 avril 2022,.

### Nom
Le 10 mars 2022, Geodis et le Nashville SC ont annoncé un accord de droits de dénomination « à long terme » pour le nouveau stade,. Geodis est une société française spécialisée dans le transport et la logistique, dont le siège nord-américain est situé à Brentwood, dans la banlieue de Nashville,.

### Rencontre inaugurale
Le Nashville SC annonce le 22 novembre 2021 que la rencontre inaugurale du nouveau stade va se dérouler le 1er mai 2022, contre l'Union de Philadelphie, à l'occasion d'une rencontre de Major League Soccer,. Le 25 avril 2022, le Nashville SC dévoile la programmation des concerts pour l’ouverture du nouveau stade, dont Breland (en), Tommy Shaw et Judah & the Lion (en).
Le stade est inauguré le dimanche 1er mai 2022 lors d'une rencontre de Major League Soccer entre le Nashville SC et l'Union de Philadelphie, devant 30 109 personnes,,. Les festivités ont débuté dans la tradition habituelle du Nashville SC, avec le guitariste Tommy Shaw du groupe de rock Styx avec le premier riff de guitare d’avant-match. Le score final est un match nul de 1-1,,. Ainsi, le tout premier joueur à avoir marqué dans cette enceinte ultra-moderne est Mikael Uhre et Randall Leal marque le premier but des Boys in Gold en fin de match,,,.

## Utilisation du stade

### Nashville SC
Le stade accueille le Nashville SC, franchise de soccer évoluant en Major League Soccer.
Le 8 mai 2022, le Nashville SC remporte sa première victoire au Geodis Park face au Real Salt Lake. Les Boys in Gold s'imposent sur le score de deux buts à zéro ; David Romney (en) et C. J. Sapong inscrivent d'ailleurs les deux buts de la rencontre,.

### Événements sportifs
Le 9 décembre 2022, U.S. Soccer annonce que le tout nouveau stade accueillera deux rencontres de la SheBelieves Cup 2023. L'équipe nationale féminine des États-Unis jouera son premier match au Geodis Park, contre le Japon le 19 février 2023. La dernière rencontre des Stars and Stripes à Nashville remonte au 2 mars 2019. Mallory Swanson inscrit l'unique but du match et Casey Murphy réalise également deux arrêts décisifs, permettant aux Américaines de s'imposer au Geodis Park pour la première fois,. Le match se joue devant 25 471 spectateurs. Puis, le Canada gagne contre le Brésil sur le score de deux buts à zéro. Vanessa Gilles inscrit le premier but du match durant la première mi-temps, puis Évelyne Viens a doublé l'avance en inscrivant un second but.

### Événements non sportifs
Le 24 octobre 2022, le Geodis Park annonce qu'il va accueillir son premier concert le 7 juin 2023 avec en tête d’affiche Shania Twain, durant la tournée de l'album « Queen of Me (en) »,. Après cinq ans d'absence, elle fait son retour à Nashville.

## Galerie

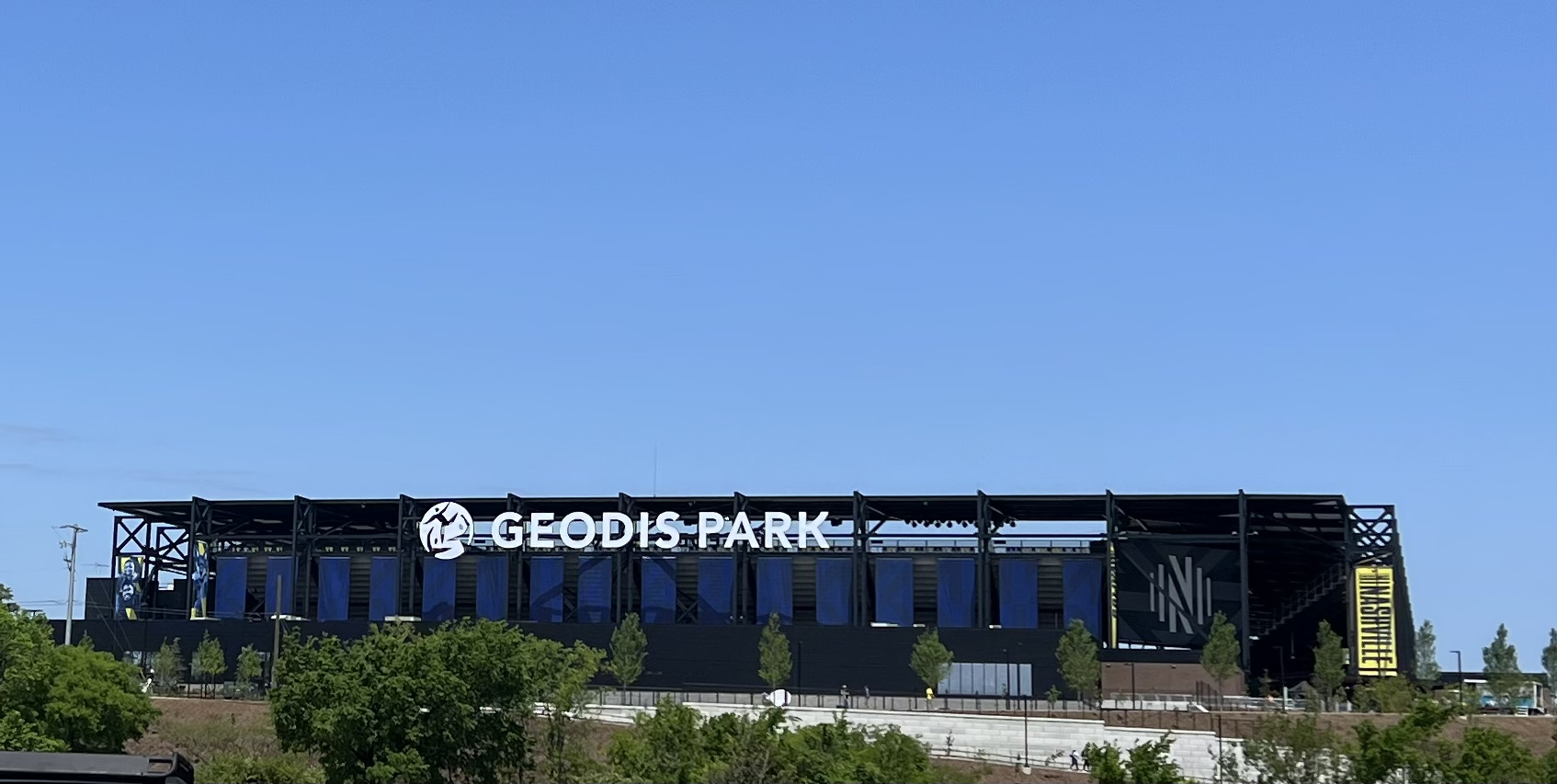
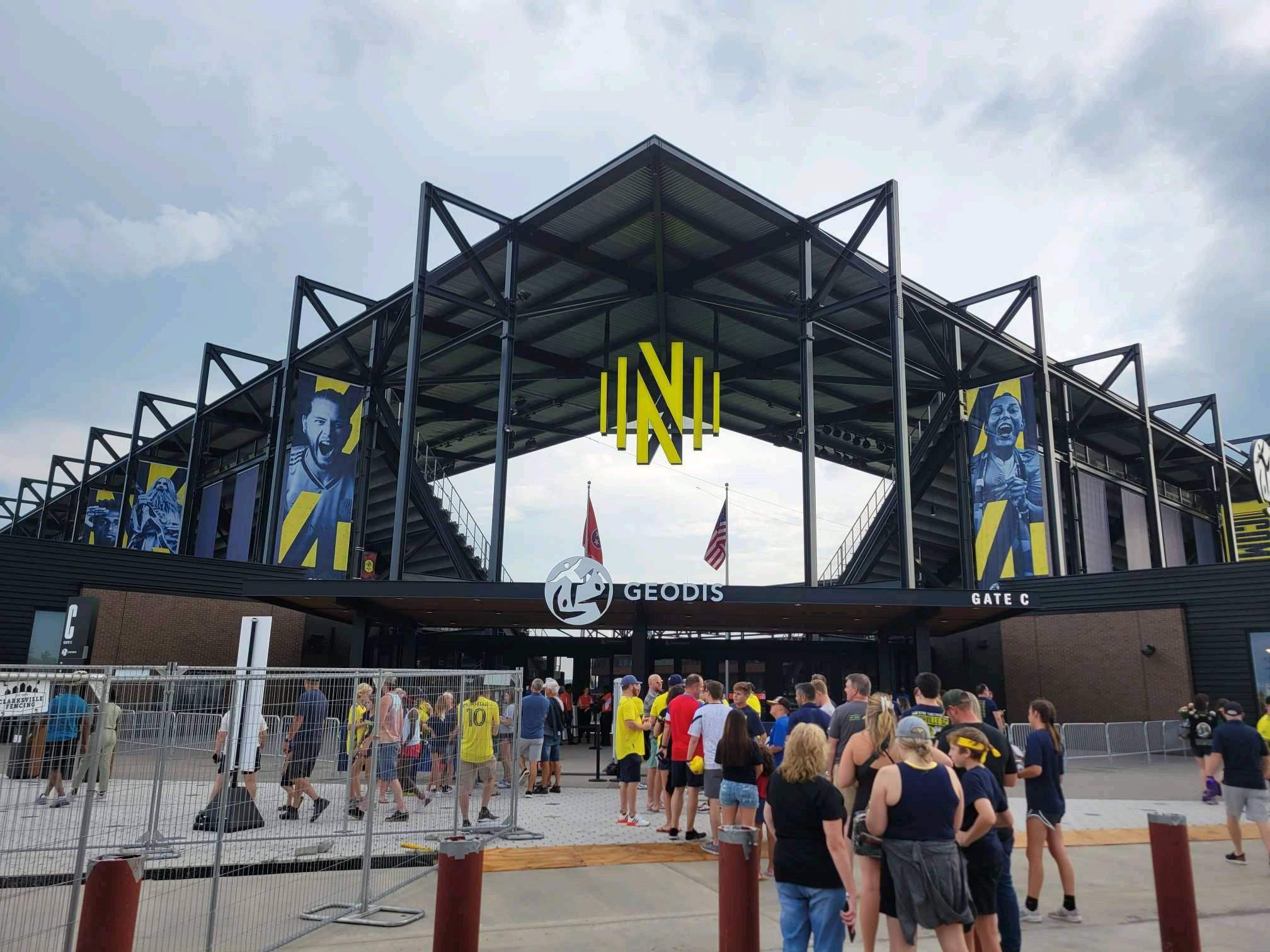
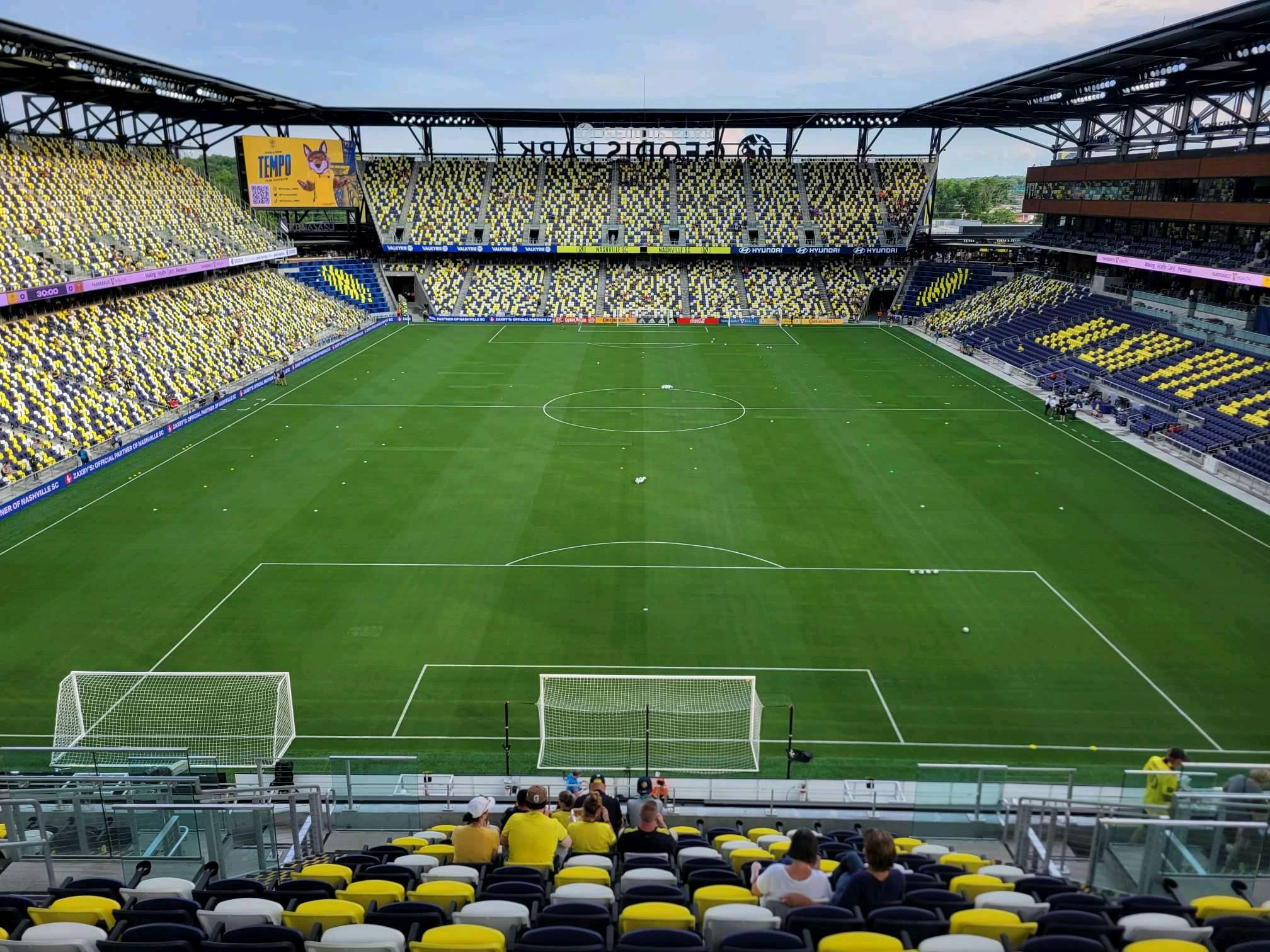